# Мекран

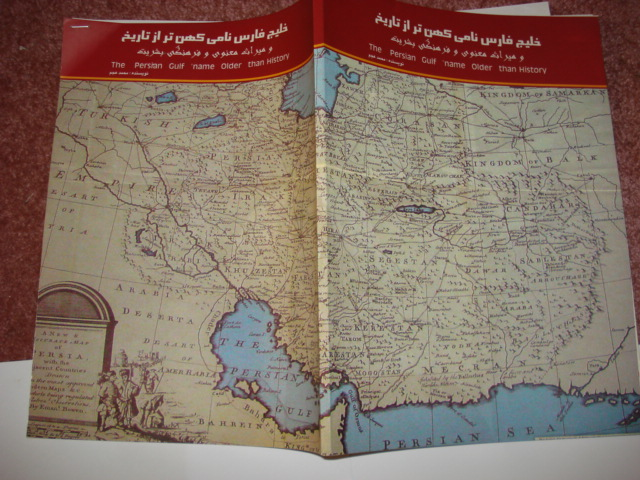
Мекран

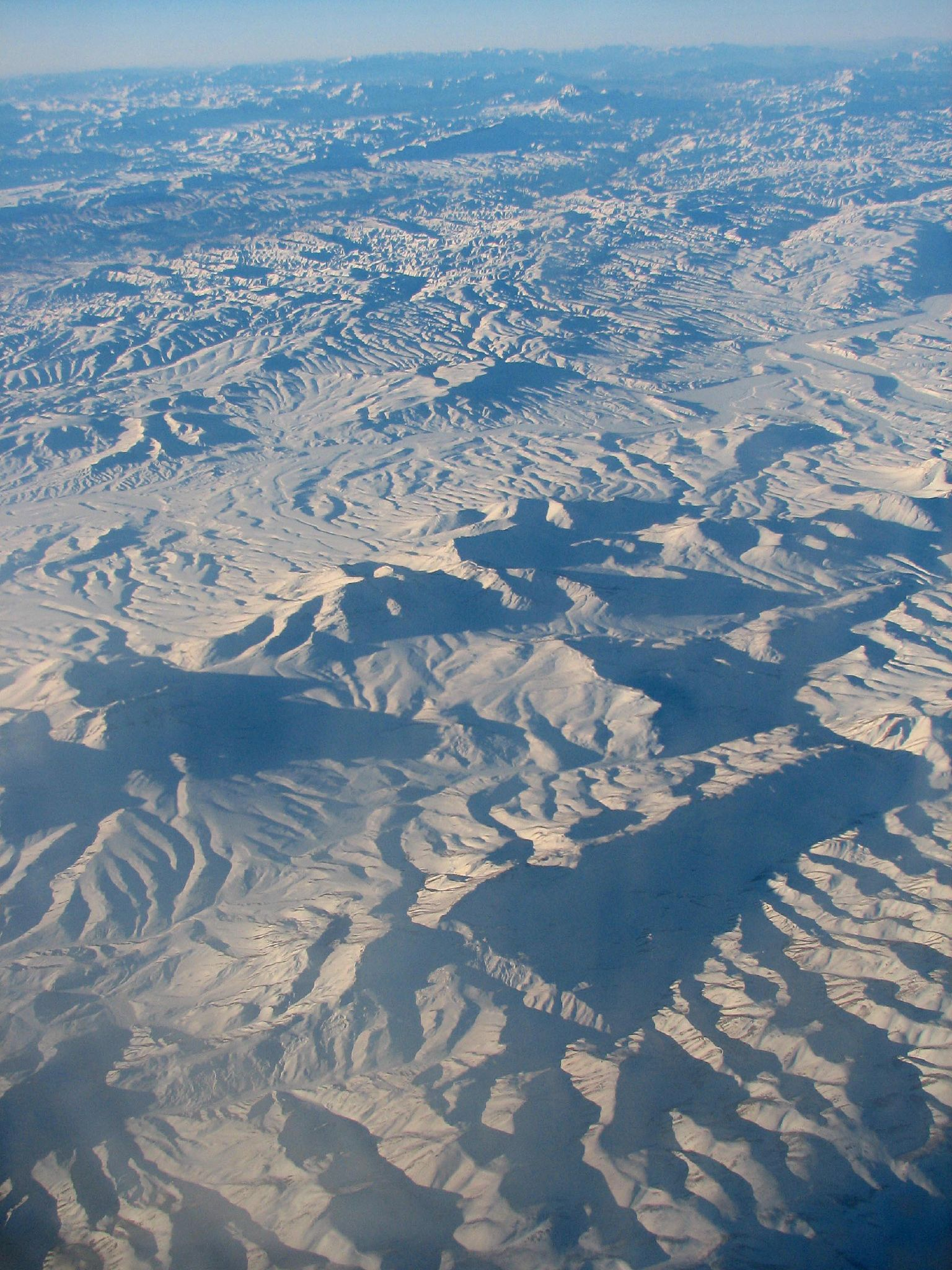
Центральный Мекран в Пакистане

Мекра́н (перс. مکران‎; урду مکران‎‎) — полупустынная прибрежная полоса на юге пакистанской провинции Синд и ирано-пакистанской исторической области Белуджистан. Расположена вдоль побережья Аравийского моря и Оманского залива. Название «Мекран» происходит от слова «Мака» (сатрапии империи Ахеменидов).

## История

### Современная эпоха
Узкая прибрежная полоса поднимается очень высоко на нескольких горных хребтах. Из 1000 км береговой линии Мекрана, около 750 км находится в Пакистане. Климат очень сухой, с очень небольшим количеством осадков. В Мекране низкая плотность населения, причём большинство проживает в небольших портах, таких как Чахбехар, Гвадар, Дживани, Пасни и Ормара. На побережье Мекрана расположен только один остров — Астола, близ города Пасни.
28 ноября 1945 года возле побережья Мекрана произошло мощное землетрясение. Погибло 4000 человек.

## См.также
- Макран (ханство)

## Галерея

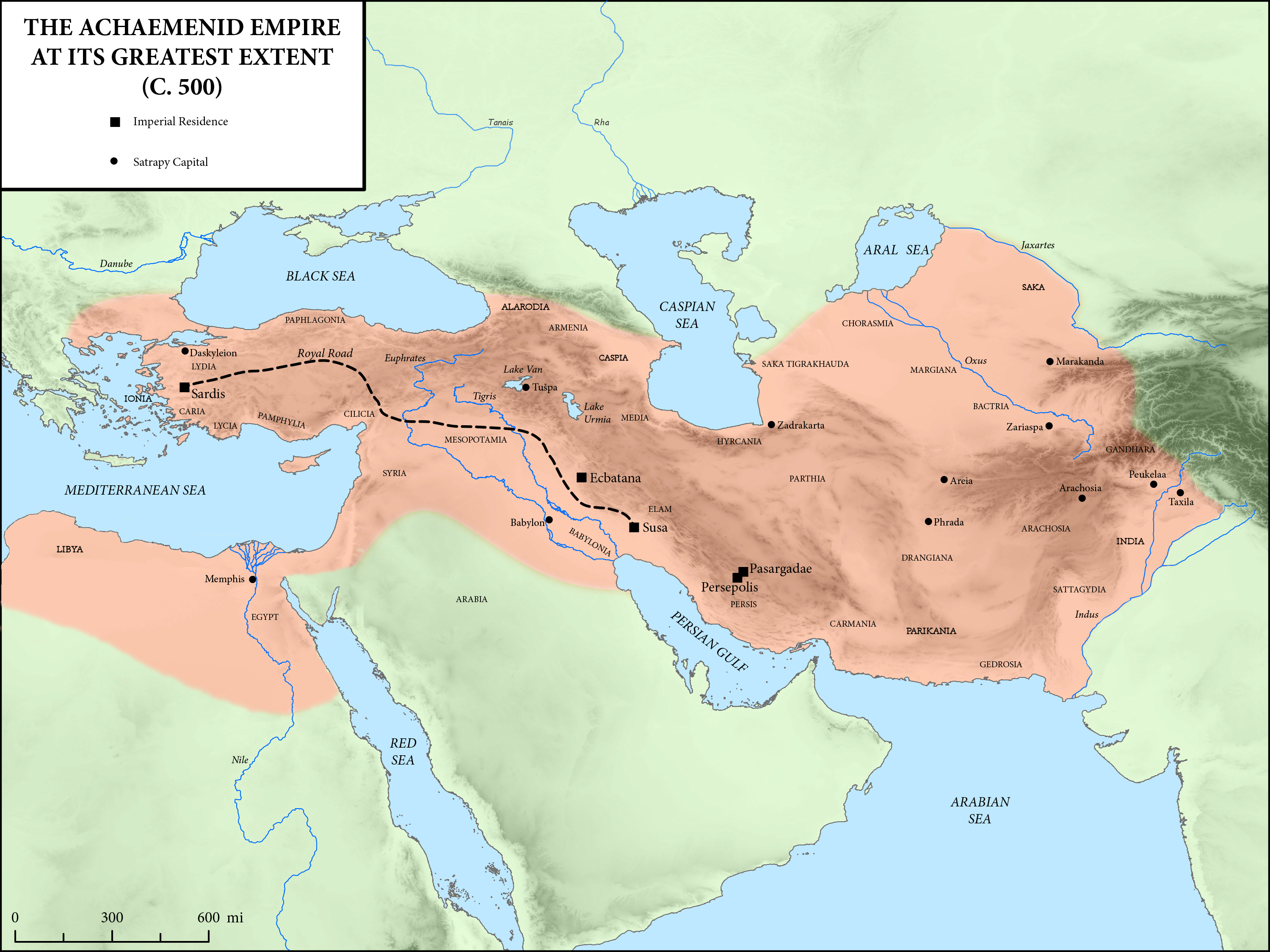
Держава Ахеменидов в наибольшей степени, включая регион Мака (Гедросия в греческой терминологии)
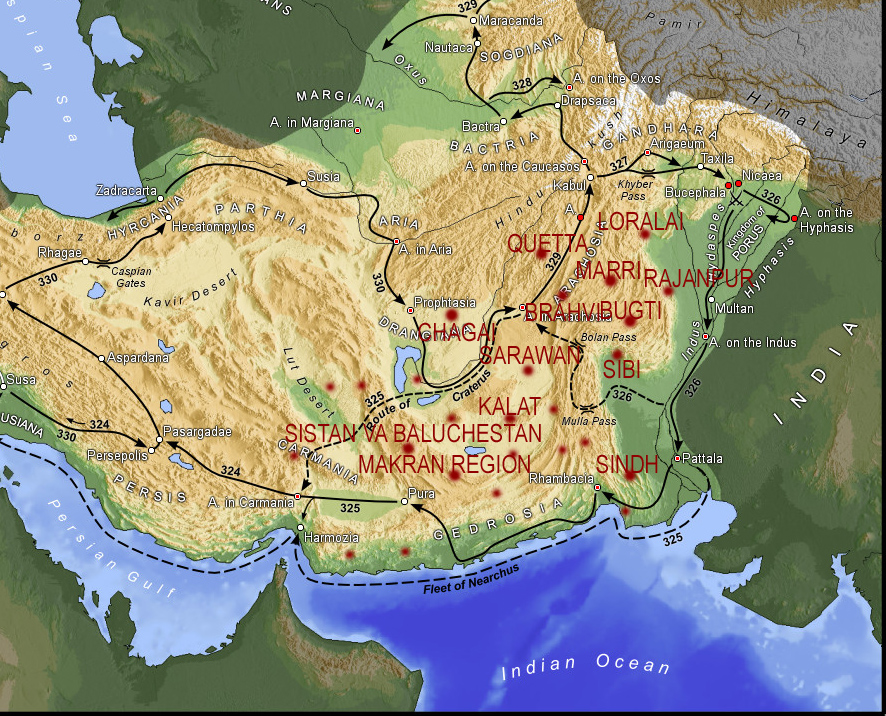
Пути, по которым шёл Александр Македонский
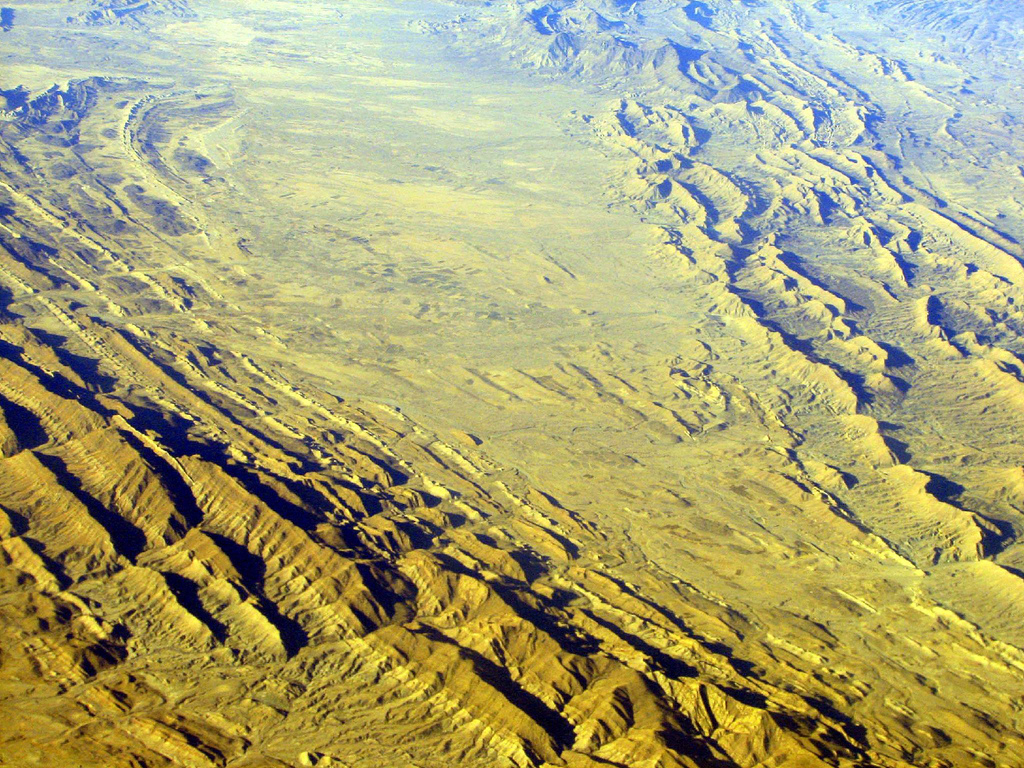
Центральный Мекран
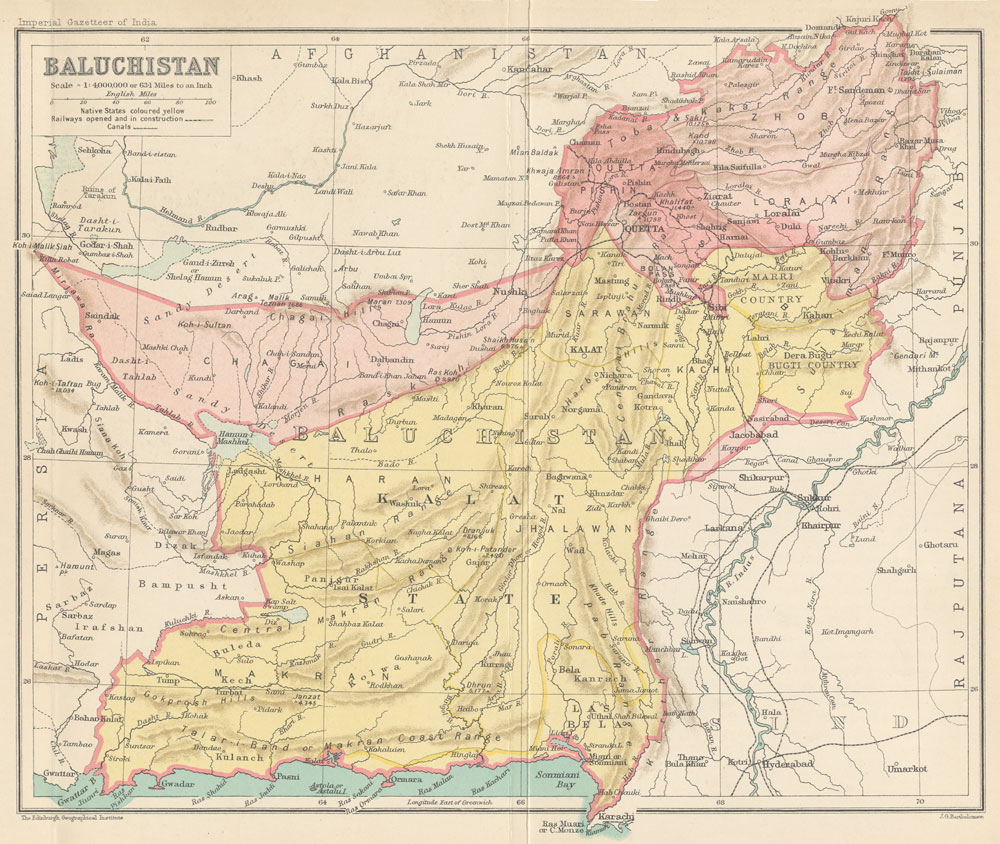
Карта Белуджистана
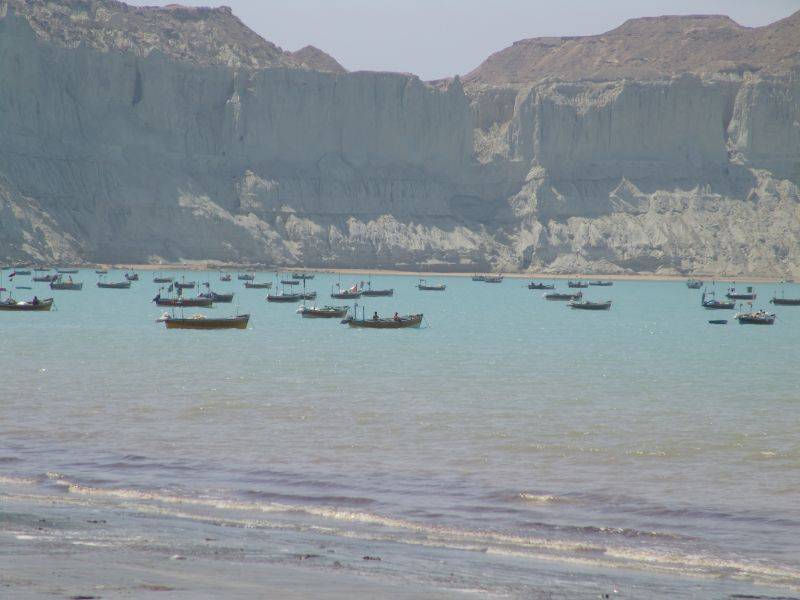
Пляж Гвадара в регионе Макран — сегодня экономика Макрани Белудж во многом основана на использовании океана.